# Saumane (Alpes da Alta Provença)
Saumane é uma comuna francesa na região administrativa da Provença-Alpes-Costa Azul, no departamento dos Alpes da Alta Provença. Estende-se por uma área de 3,21 km². Em 2010 a comuna tinha 125 habitantes (densidade: 38,9 hab./km²).